# Arrach
Arrach là một đô thị ở huyện Cham bang Bayern nước Đức. Đô thị Arrach có diện tích 28,8 km², dân số thời điểm ngày 31 tháng 12 năm 2006 là 2717 người.